# Jean Bobet
Jean Bobet (Saint-Méen-le-Grand, 22 februari 1930 – Lorient, 30 juli 2022) was een Frans wielrenner.
Bobet was een actief wielrenner tussen 1949 en 1959. Hij nam deel aan de drie grote ronden. Zijn grootste overwinning was in 1955 toen hij Parijs-Nice won. Op latere leeftijd begon hij over wielrennen te schrijven en schreef hij diverse stukken, waarin hij het wielrennen verhief tot een nobele bezigheid, goed voor de gezondheid en het levensgeluk van de mens.
Bobet was de voice-over in de documentaire "Vive le Tour" van Louis Malle, een korte hommage aan de ronde van Frankrijk van 1962.
Jean Bobet was de broer van Louison Bobet, eveneens een beroepswielrenner, die de ronde van Frankrijk drie keer op zijn naam schreef.

## Resultaten in voornaamste wedstrijden
| Jaar | Ronde van Italië | Ronde van Frankrijk | Ronde van Spanje |
| ---- | ---------------- | ------------------- | ---------------- |
| 1952 |                  |                     |                  |
| 1953 | opgave           |                     |                  |
| 1954 |                  |                     |                  |
| 1955 |                  | 14e                 |                  |
| 1956 |                  |                     | opgave           |
| 1957 | 25e              | 15e                 |                  |
| 1958 | opgave           |                     |                  |
| 1959 |                  |                     |                  |

| Jaar | Milaan-San Remo | Ronde van Vlaanderen | Parijs-Roubaix | Luik-Bast.‑Luik | Ronde van Lombardije | Parijs-Tours | Waalse Pijl | Bretagne Classic |
| ---- | --------------- | -------------------- | -------------- | --------------- | -------------------- | ------------ | ----------- | ---------------- |
| 1952 |                 |                      | 26e            | 28e             | 33e                  | 13e          |             | Brons            |
| 1953 |                 | 4e                   | 30e            |                 |                      | 54e          |             |                  |
| 1954 |                 |                      |                |                 |                      | 80e          |             |                  |
| 1955 | Brons           |                      | 38e            |                 | 11e                  | 70e          |             |                  |
| 1956 | 73e             |                      | 23e            |                 |                      |              |             |                  |
| 1957 | 17e             |                      | 38e            |                 |                      |              | 5e          |                  |
| 1958 |                 |                      | 64e            |                 |                      | 103e         |             |                  |
| 1959 |                 |                      | 66e            |                 |                      |              |             |                  |

- Bibliothèque nationale de France: cb118924709 (data)
- Catàleg d'autoritats de noms i títols de Catalunya: 981058524705306706
- CiNii: DA1416390X
- Gemeinsame Normdatei: 1156789516
- International Standard Name Identifier: 0000 0000 8348 9091
- Library of Congress Control Number: n80113332
- Nederlandse Thesaurus van Auteursnamen: 252165012
- Système universitaire de documentation: 026734036
- Virtual International Authority File: 7724
- WorldCat: E39PBJxxcYfjKjQyGJD3htdhHC